# تارا گرامی
تارا گرامی هنرپیشه، نویسنده، و مجری ایرانی کانادایی است. گرامی مجری فصل نخست برنامه استعدادیابی پرشیاز گات تلنت بوده‌است. او در ۶ سالگی به همراه مادرش به کانادا مهاجرت کرده‌است و مدرک کارشناسی رشته هنر از دانشگاه دولتی شهر تورنتو را دارد.

## زندگی
گرامی در تهران زاده شد. او همراه مادر خود ابتدا به آمریکا مهاجرت کرد. اما بخاطر مشکلات مهاجرتی به همراه مادرش به ایران بازگشتند. سپس در ۶ سالگی همراه مادرش به کانادا رفت. او پس از ازدواج با یک ایرانی امریکایی در لس انجلس ساکن شد.
تارا گرامی در سال ۲۰۲۰ در یک فیلم کمدی عاشقانه به نام عروسی ساده ایفای نقش کرد و با بازیگرانی همچون شهره آغداشلو و ریتا ویلسون همبازی شد. وی به عنوان نویسنده و بازیگر ایرانی در یک ویدیوی کمدی در یوتیوب که طی چند روز بیش از ۱۵۰٬۰۰۰ بار دیده شد، بازی کرد.
او همچنین مجری فصل اول برنامه استعداد یابی پرشیاز گات تلنت در سوئد است.